# Avenida José Abelardo Quiñones
La Avenida José Abelardo Quiñones (también conocida como Av. Quiñones) es la avenida de mayor importancia en la ciudad de Iquitos, ya que es la única avenida de buenas prestaciones que conecta a la área metropolitana de la ciudad con el aeropuerto internacional, aunque también está la Avenida La Participación, que conecta de manera indirecta, dejando un margen mayor a 1km hasta el aeropuerto internacional, la Av. Quiñones, también es la segunda que conecta la ciudad con la ruta LO-103 al sur.
Desde el 31 de agosto del 2023, la Av. Quiñones alberga en su cuadra #10 al Mall Aventura Iquitos, el único centro comercial presente a la fecha (2024), de igual manera, existen negocios cercanos que han visto aumentada la demanda, como lo son Socopur, Multillantas Iquitos, Restaurantes, etc.

## Origen del nombre
El nombre proviene en honor al aviador José Abelardo Quiñones quien se inmoló durante el bombardeo de Quebrada Seca logrando obtener la victoria del bando peruano en plena guerra peruano-ecuatoriana de 1941.